# Tang Lin
Dans ce nom, le nom de famille, Tang, précède le nom personnel.
Tang Lin, née le 7 mai 1976 à Neijiang (Chine), est une judokate chinoise.

## Palmarès

### Jeux olympiques
- Jeux olympiques de 2000 à Sydney (Australie) :
  -  Médaille d'or en moins de 78 kg (poids mi-lourds).

### Championnats d'Asie
- Championnats d'Asie de judo de 1996 à Hô-Chi-Minh-Ville (Viêt Nam) :
  -  Médaille d'argent en moins de 72 kg.

### Jeux asiatiques
- Jeux asiatiques de 1998 à Bangkok (Thaïlande) :
  -  Médaille de bronze en moins de 78 kg (poids mi-lourds).